# Пористое стекло

Тройная фазовая диаграмма боросиликатных стёкол. Показана область устойчивости пористого стекла.

Пористое стекло — стеклообразный пористый материал с губчатой структурой и содержанием SiO2 около 96 масс.%. Пористое стекло является результатом термической и химической обработки стекол особого состава.
Обычно для получения пористых стекол используют ликвирующие, в основном, щелочноборосиликатные стекла. В таких стеклах одна из фаз, химически малостойкая, способна к сквозному вымыванию при воздействии на стекло соответствующего растворителя (щелочи или кислоты). Пористые стекла могут быть получены только из стекол с достаточно высоким содержанием Na2O (5-10 масс.%), в которых сосуществующие фазы после длительной тепловой обработки образуют взаимопроникающие друг в друга каркасы. Необходимым условием получения пористых стекол является также содержание в исходных стеклах не менее 40 масс.% диоксида кремния, обеспечивающее образование в стекле непрерывной пространственной сетки SiO2.

## Технология спекания пористого стекла

Схематическое изображение спеченной области пористого стекла.
R_{1} — радиус кривизны спеченной области, R_{2}- радиус кривизны границы спеченного и неспеченного стекла, h_{1} — толщина спеченной области, h_{0} — глубина усадки, h — толщина всего образца, d — диаметр спеченной области

Технология спекания пористого стекла была разработана в ИТМО на кафедре ЛТиЭП в 80-х годах. Было показано, что спекание пористых стекол качественно можно представить следующим образом. Нагревание стекла вызывает размягчение его каркаса, то есть резкое снижение вязкости силикатной матрицы. Начинается вязкое течение размягченного стекла, за счет которого уменьшается площадь поверхности пор и, следовательно, поверхностная энергия стекла. В зоне воздействия процесс продолжается до тех пор, пока пористое стекло не придет к термодинамическому равновесию (состоянию с минимальной поверхностной энергией) (или не остынет, точнее будет происходить крайне медленно после остывания: Опыт с капающим пеком). Такое состояние достигается при минимальной пористости и минимальной площади поверхности, в обычном случае сферической (Пена).
При оценке режимов спекания считается, что поры в спекаемой области вплоть до полного спекания остаются незамкнутыми в силу влияния процессов растворения находящегося в порах газа, которые настолько незначительны, что их можно не учитывать.
Спекание начинается, когда вязкость каркаса пористого стекла на его поверхности уменьшается в процессе нагревания настолько, что давление поверхностного натяжения в поре будет её захлопывать. При повышении температуры в глубине стекла фронт спекания продвигается вглубь.
Изменение формы поверхности в процессе спекания сопровождается изменением плотности материала и показателя преломления.
В результате воздействия на поверхность пористого стекла пучка лазерного излучения с распределением мощности по сечению, близкому к гауссову, образуется спеченная область, профиль которой близок к сферическому.
Оптические свойства спеченной области определяются в-основном разностью показателей преломления спеченного и неспеченного пористого стекла и геометрическими характеристиками области. Наибольший градиент пористости и, следовательно, показателя преломления наблюдаются в непосредственной близости от границы спеченной и неспеченной областей.
На основании этого явления возможно изготовление планарных оптических волноводов и оптических интегральных схем.